# 30879 Hiroshikanai
30879 Hiroshikanai este un asteroid din centura principală de asteroizi.

## Descriere
30879 Hiroshikanai este un asteroid din centura principală de asteroizi. A fost descoperit pe 25 mai 1992 la Geisei de Tsutomu Seki. Asteroidul prezintă o orbită caracterizată de o semiaxă mare de 2,58 ua, o excentricitate de 0,13 și o înclinație de 15,2° în raport cu ecliptica.